# Ghazanfar Roknabadi
Ghazanfar Roknabadi (en persan : غضنفر ركن آبادي) est un homme politique et diplomate iranien né le 21 mars 1966 à Qom et mort le 24 septembre 2015. Il est l'ambassadeur d'Iran au Liban entre 2010 et 2014. Il meurt lors de la bousculade du Hajj en 2015 en Arabie saoudite.

## Biographie
Ghazanfar Roknabadi est né le 21 mars 1966 à Qom et mort le 24 septembre 2015. Roknabadi obtient son master de sciences politiques à l’université de l'Imam Sadeq. Il obtient un doctorat de sciences politiques à l’université libanaise.

## Mort
Roknabadi meurt lors de la bousculade de Mina lors des cérémonies du Hajj, et son corps est rapatrié après 64 jours en Iran et enterré au mausolée des cinq martyrs dans le quartier de Lavizan de Téhéran.